# 대한민국의 국가유산청 차장
국가유산청 차장(國家遺産廳 次長)은 청장을 보좌하는 직위로, 고위공무원단 가등급에 속하는 일반직공무원으로 보한다.

## 임명
- 국가유산청 차장은 대통령이 임명한다.

## 역할
- 국가유산청 차장은 청장을 보좌하여 소관사무를 처리하고 소속공무원을 지휘·감독하며, 청장이 사고로 직무를 수행할 수 없으면 그 직무를 대행한다.

## 역대 차장

### 문화재청 차장
| 정부        | 대수           | 이름                             | 임기                             | 비고                                                    |
| ----------- | -------------- | -------------------------------- | -------------------------------- | ------------------------------------------------------- |
| 김대중 정부 | 직무대리       | 이돈종(李敦淙)                   | 1999년 6월 17일 ~ 2000년         | 문화재기획국장으로 직무대리, 차장은 신설되었으나 미임명 |
| 김대중 정부 | 직무대리       | 김종혁                           | 2000년 ~ 2003년                  |                                                         |
| 노무현 정부 | 직무대리       | 이동식(李東植)                   | 2003년 8월 22일~2004년 4월 15일  | 문화유산국장으로 직무대리                               |
| 노무현 정부 | 초대           | 이승규(李勝奎)                   | 2004년 4월 16일~2006년 3월 31일  |                                                         |
| 노무현 정부 | 2대            | 이성원(李成元)                   | 2006년 5월 1일~2008년 4월 14일   |                                                         |
| 이명박 정부 | 3대            | 송인범(宋寅範)                   | 2008년 4월 15일~2009년 3월 25일  |                                                         |
| 이명박 정부 | 4대            | 김찬(金讚)                       | 2009년 3월 25일~2011년 9월 8일   |                                                         |
| 이명박 정부 | 5대            | 김창준(金昌俊)                   | 2011년 11월 8일~2013년 4월 14일  |                                                         |
| 박근혜 정부 | 6대            | 박영대(朴永大)                   | 2013년 4월 15일~2014년 3월 27일  |                                                         |
| 박근혜 정부 | 7대            | 김종진(金鍾陳)                   | 2014년 7월 16일~2016년 6월 30일  |                                                         |
| 박근혜 정부 | 8대            | 박영근(朴英根)                   | 2016년 7월 1일~2018년 1월 26일   |                                                         |
| 문재인 정부 | 8대            | 박영근(朴英根)                   | 2016년 7월 1일~2018년 1월 26일   |                                                         |
| 9대         | 김현모(金現模) | 2018년 1월 26일~2020년 12월 24일 |                                  |                                                         |
| 10대        | 강경환(姜敬煥) | 2021년 2월 1일~2022년 10월 12일  |                                  |                                                         |
| 윤석열 정부 | 11대           | 이경훈(李京薰)                   | 2022년 12월 26일~2024년 5월 16일 | 국가유산청, 기관 명칭 바뀜(2024. 5. 17.)                |

### 국가유산청 차장
| 정부        | 대수 | 이름           | 임기                             | 비고                                     |
| ----------- | ---- | -------------- | -------------------------------- | ---------------------------------------- |
| 윤석열 정부 | 초대 | 이경훈(李京薰) | 2024년 5월 17일~2024년 12월 31일 | 국가유산청, 기관 명칭 바뀜(2024. 5. 17.) |
| 윤석열 정부 | 2대  | 최보근(崔輔根) | 2025년 2월 14일 ~                |                                          |

## 같이 보기
- 국가유산청장
- 국가유산청